# جون واتانابي
جون واتانابي (باليابانية: 渡辺淳) (و. 1982 – م) هو ممثل، وممثل أفلام، من اليابان، ولد في تاكارازوكا، هيوغو.

## روابط خارجية
- جون واتانابي على موقع IMDb (الإنجليزية)
- جون واتانابي على موقع قاعدة بيانات الفيلم (الإنجليزية)